# Liste der Monuments historiques in Hannappes
Die Liste der Monuments historiques in Hannappes führt die Monuments historiques in der französischen Gemeinde Hannappes auf.

## Liste der Immobilien
| Bezeichnung             | Beschreibung            | Standort           | Kennzeichnung | Schutzstatus | Datum | Bild           |
| ----------------------- | ----------------------- | ------------------ | ------------- | ------------ | ----- | -------------- |
| Kirche St-Jean-Baptiste | aus dem 13. Jahrhundert | Rue du Pont (Lage) | PA00078450    | Classé       | 1913  | weitere Bilder |

## Liste der Objekte
| Bezeichnung               | Beschreibung                            | Standort                              | Kennzeichnung | Schutzstatus | Datum | Bild           |
| ------------------------- | --------------------------------------- | ------------------------------------- | ------------- | ------------ | ----- | -------------- |
| Kanzel                    | Holz, erste Hälfte des 17. Jahrhunderts | in der Kirche St-Jean-Baptiste (Lage) | PM08000258    | Classé       | 1911  |                |
| Triumphbogen mit Kruzifix | Holz, farbig gefasst, 18. Jahrhundert   | in der Kirche St-Jean-Baptiste (Lage) | PM08000902    | Inscrit      | 1975  |                |
| Taufbecken                | Stein, 11. Jahrhundert                  | in der Kirche St-Jean-Baptiste (Lage) | PM08000257    | Classé       | 1911  | weitere Bilder |
| Adlerpult                 | Holz, 17. Jahrhundert                   | in der Kirche St-Jean-Baptiste (Lage) | PM08000259    | Classé       | 1971  |                |